# XOR-связный список
XOR-связный список — структура данных, похожая на обычный двусвязный список, однако в каждом элементе хранится только один составной адрес — результат выполнения побитовой операции исключающего «ИЛИ» (XOR) над адресами предыдущего и следующего элементов списка.
Для того, чтобы перемещаться по списку, необходимо иметь адреса двух последовательных элементов.
Выполнение побитовой операции XOR над адресом первого элемента и составным адресом, хранящимся во втором элементе, даёт адрес элемента, следующего за этими двумя элементами.
Выполнение побитовой операции XOR над составным адресом, хранящимся в первом элементе, и адресом второго элемента даёт адрес элемента, предшествующего этим двум элементам.

## Сравнения

### C двусвязным списком
Классический двусвязный список хранит отдельно адреса предыдущего и следующего элемента списка, для хранения которых требуется два указателя:

```
 ...  A       B         C         D         E  ...
         –>  next  –>  next  –>  next  –>
         <–  prev  <–  prev  <–  prev  <–
```

Накладные расходы XOR-связного списка в два раза меньше, так как в нём хранится только один «адрес» — побитовый XOR указателей на предыдущий и следующий элементы:

```
 ...  A        B         C         D         E  ...
         <–>  A⊕C  <->  B⊕D  <->  C⊕E  <->
```

## Недостатки
Из недостатков можно упомянуть более сложную реализацию, невозможность использования стандартного сборщика мусора, затруднения при отладке программы.

## Использование
Используется довольно редко, так как существуют хорошие альтернативы, как, например, развёрнутый связный список.